# Die Sanfte

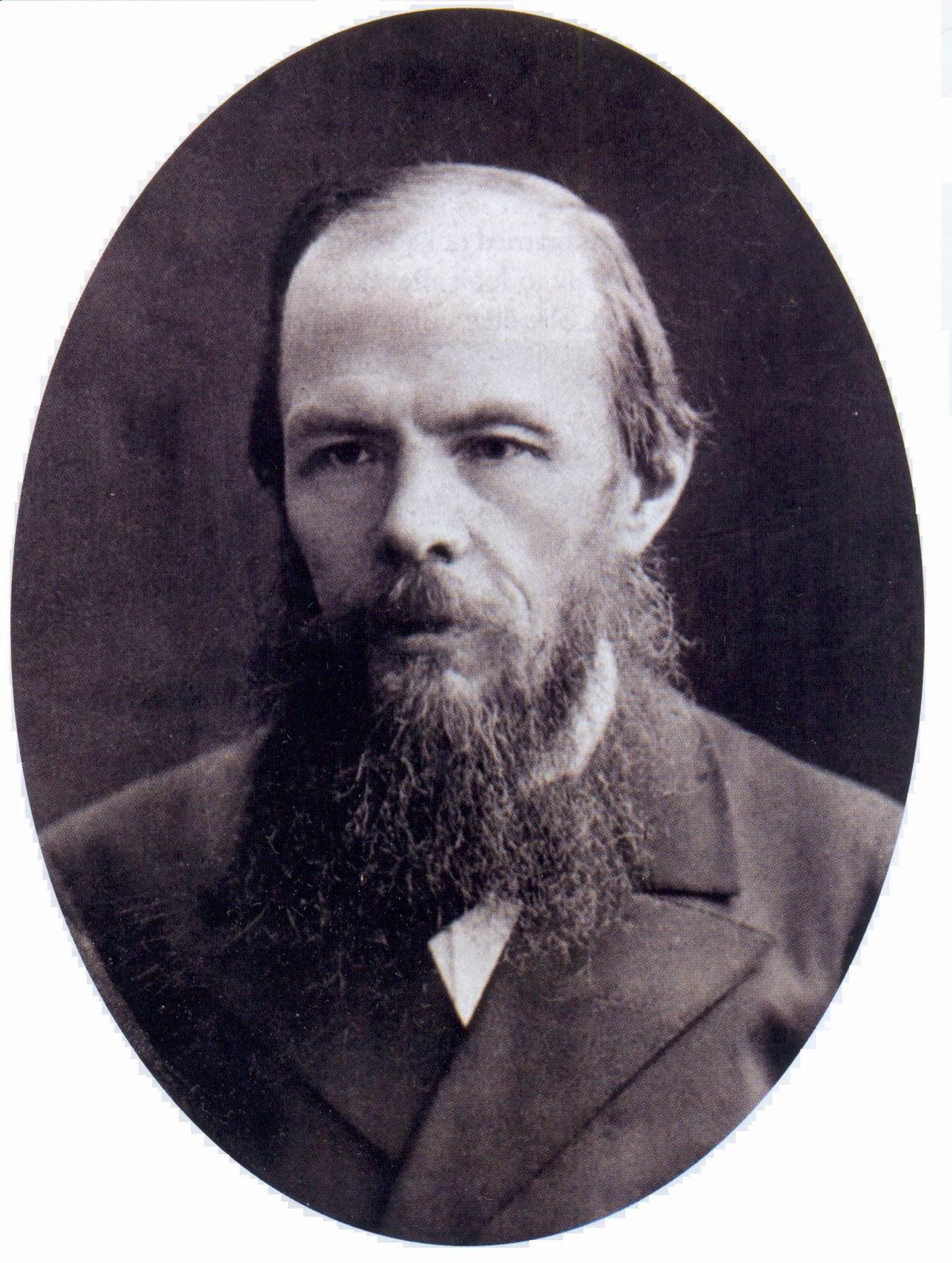
Fjodor Dostojewski, 1879

Die Sanfte (russisch Кроткая) ist eine Erzählung von Fjodor Dostojewski. Veröffentlicht wurde sie erstmals in der Novemberausgabe 1876 von Dostojewskis zu diesem Zeitpunkt selbst verlegtem Tagebuch eines Schriftstellers.

## Hintergrund
Dostojewski veröffentlichte die Dichtung Die Sanfte (Untertitel: Eine phantastische Erzählung) zuerst in dem Jahr 1876 als Novembernummer in seinem Tagebuch eines Schriftstellers, dessen von 1873 bis 1881 reichenden Eintragungen als Beiträge in der Wochenschrift Der Staatsbürger erschienen sind. Das gesamte Textmaterial des fast 2.000 Seiten umfassenden Dostojewskischen Tagebuches gab der jüdisch-russische Literaturhistoriker Alexander Eliasberg (1878–1924) von 1921 bis 1923 ungekürzt in dem Münchener Musarion-Verlag heraus. In der Hauptsache befasste sich Dostojewski in seinem Tagebuch eines Schriftstellers mit Artikeln über politische Tagesfragen und mit Essays über soziale, religiöse, literarische und anderweitige Probleme. Die Ausnahmen, die Dostojewski aus rein praktischen Erwägungen in das Material seines Tagebuches aufgenommen hat, bilden drei kleinere Dichtungen, der Totentanz Bobók (1873), die Novelle Die Sanfte. Eine phantastische Erzählung (1876) und Der Traum eines lächerlichen Menschen (1877).

## Form
Im Falle der Erzählung Die Sanfte fand Dostojewski die Anregung in einer kurzen Zeitungsnotiz, dass sich eine junge Frau mit einem Heiligenbilde aus dem Fenster gestürzt habe. In der den beiden Kapiteln der Erzählung vorangestellten Vorbemerkung des Verfassers bittet Dostojewski seine Leser um Entschuldigung, dass er dieses Mal anstatt des „Tagebuches“ in seiner gewohnten Form nur eine Novelle bringe. Er nennt seine Novelle eine „phantastische“ Erzählung, obschon er sie selber für im höchsten Grade wirklichkeitsgetreu halte. Die Nennung des Phantastischen seiner wirklichkeitsgetreuen Erzählung beziehe sich alleine auf deren Form. Die Form dieser Dichtung, erklärt Dostojewski in der Vorbemerkung, lasse sich weder auf eine reine Erzählung noch auf bloße Aufzeichnungen beziehen. Vielmehr stelle seine monologische Dichtung eine psychologische Untersuchung dar, die ausschließlich auf Findung der Wahrheit abziele. Die Offenbarung der Wahrheit, sagt Dostojewski, sei das eigentliche Thema dieses gigantischen Monologes, den der einundvierzigjährige hypochondrische Pfandleiher nach dem tödlichen Fenstersturz seiner jungen, sechzehnjährigen Frau, die in dem Gastzimmer seiner Wohnung auf zwei zusammengeschobenen L’hombre-Tischen vor ihm aufgebahrt liegt, mit sich selbst führt.
Der auf Wahrheitsfindung abzielende Monolog des hypochondrischen Pfandleihers zieht sich, wie Dostojewski schreibt, „in leicht irreführender Form“ hin, einmal spricht er zu sich selbst, ein anderes Mal „wendet er sich gleichsam an unsichtbare Zuhörer wie an einen Richter“. Ohne dieses neben dem Wahrheits-Motiv bestehende zweite Motiv eines der Gerechtigkeit verpflichteten Richters würde Dostojewskis Dichtung das emphatische Pathos der Wirklichkeit fehlen, die alleine in den Menschen zu finden ist, alles andere, Gesetze, Sitten, Leben, Staat, Glaube sind ihm tot und erstorben.
Als Vorbild für die Erzählstruktur diente laut Dostojewskis Vorwort der Roman Der letzte Tag eines Verurteilten.

## Inhalt
Ein Pfandleiher versucht, „sich an der Gesellschaft zu rächen“, indem er mit seinem Geschäft innerhalb von drei Jahren so viel Geld verdient, dass er sich auf dem Land niederlassen kann. Er fühlt sich aus der Gesellschaft ausgegrenzt, seitdem er wegen Feigheit unehrenhaft aus dem Militärdienst entlassen worden ist. Er sei, so wird ihm vorgeworfen, einem Duell aus dem Weg gegangen. Durch seine Entlassung verarmt er und wird für eine Weile obdachlos, bevor er 3000 Rubel erbt und das Pfandleihgeschäft eröffnen kann.
In dieser Situation lernt er ein 16-jähriges Mädchen („die Sanfte“) kennen, von der der Leser durch die Einleitung des fiktiven Verfassers schon weiß, dass sie vor dem Zeitpunkt der Erzählung Selbstmord begangen hat. Sie verpfändet ihre lieben Gegenstände, um Inserate in einer Zeitung zu schalten, in denen sie eine Anstellung als Gouvernante sucht. Der Pfandleiher erniedrigt sie bei diesen Geschäften subtil, besonders wird eine Situation erwähnt, in der sie ihm eine Ikone bringt, die er schließlich in seinen eigenen Reliquienschrein stellt.
Durch Nachforschungen erfährt der Pfandleiher, dass die junge Frau bei ihren tyrannischen Tanten lebt und mit einem widerwärtigen Krämer verheiratet werden soll. Er nutzt die Situation aus und bittet um die Hand der jungen Frau. In ihrer Not heiratet sie ihn.
Nach einer anfänglich ruhigen Ehe bricht eine Art Kampf aus, ausgelöst durch Meinungsverschiedenheiten beim Führen des Pfandleihgeschäfts. Die Sanfte flieht aus der gemeinsamen Wohnung, obwohl ihr das vom Pfandleiher bisher nicht erlaubt worden ist. Sie trifft sich mit einem Offizier namens Jefimowitsch. Der betrogene Ehemann erfährt davon durch die beiden Tanten, daraufhin überrascht er seine Frau bei einem Rendezvous mit Jefimowitsch. Am nächsten Morgen wacht er auf und fühlt eine Pistole an seinem Kopf. Er öffnet kurz die Augen, schließt sie aber wieder, worauf die Sanfte nach einer Weile den offensichtlichen Entschluss aufgibt, ihn umzubringen.
Danach kauft der Pfandleiher ein zweites Bett und eine Trennwand. Die Sanfte wird krank, erholt sich und lebt sehr isoliert. Eines Tages singt sie in Anwesenheit des Pfandleihers. Er folgert, dass es ihr scheint, als sei er nicht da (sie singt sonst nur in seiner Abwesenheit), daraufhin macht er ihr eine Liebeserklärung und bietet ihr an, sein Geschäft aufzulösen und eine Reise nach Boulogne (Frankreich) zu machen. Die Sanfte lässt sich scheinbar rühren und entschuldigt sich, sie verspricht ihm, ihn fortan zu achten. Er geht kurz weg, um die Pässe für die Reise zu organisieren – als er zurückkommt, hat sie sich aus dem Fenster gestürzt.

## Deutungsansätze
Das Duell, das am Ende des ersten Kapitels stattfindet, ist der Wendepunkt der Erzählung. Hier wiederholt sich das Duell aus der Vorgeschichte des Pfandleihers. Wiederum setzt sich seine Feigheit durch und er schließt die Augen – was er als Sieg wahrnimmt, von der Sanften jedoch als feige Kapitulation interpretiert wird. So scheitert er erneut, und die unterschiedliche Wahrnehmung der Beziehung (die Sanfte sucht einen autonomen, unabhängigen Bereich, während ihr Ehemann sie unterwerfen will) führen schließlich zum Suizid, der eine Radikalisierung des Programms der Sanften und ultimativ auch eine Lösung darstellt, indem sie einen autonomen Bereich im Tod findet.
Die Ikone, die sie mit in den Tod nimmt, spielt eine wesentliche Rolle. Sie ist, obgleich im Text eine Marien-Ikone, als Hinweis zu betrachten auf die Ikone der Heiligen Pelageja. Nach vielfacher Meinung ist die Geschichte eine Anspielung auf die Legende der Heiligen Pelagia, die den Märtyrertod gestorben sein soll, da sie einen Heiden nicht heiraten wollte mit der Begründung, dass ihre Liebe nur Gott gelte und sie ihm auch ihre Reinheit, also Jungfräulichkeit schenken wolle.

## Ausgaben
Erstausgabe
- Fjodor Dostojewskij: Tagebuch eines Schriftstellers. 4 Bde. Hrsg. und übertr. von Alexander Eliasberg. München 1921–1923.

Bd. 3: Oktober 1876 bis Juni 1877. 1922. Darin: Die Sanfte. [1876].
deutsche Übersetzungen
- Die Sanfte. Eine phantastische Erzählung. Deutsch von Alexander Eliasberg. Leipzig: Insel-Verl. 1914. (Insel-Bücherei. 116.)
- Die Sanfte. Novelle. Mit 10 Lithographien von Bruno Krauskopf. Berlin 1920.
- Die Sanfte. Eine phantastische Erzählung. Mit 8 Radierungen von Dietz Edzard. Deutsch von Johannes von Guenther. München 1923.
- Die Sanfte. Eine phantastische Erzählung. Mit 15 eingedruckten Federzeichnungen von Marta Worringer. Deutsche Übertr. von Alexander Eliasberg. Köln 1925.

Auch als Anaconda-Ausgabe 2010.
- Die Sanfte. Eine phantastische Erzählung. Aus dem Russ. übertr. von Johannes von Guenther. Reclam Leipzig 1925. (Reclams Universal-Bibliothek. 6570.)
- Die Sanfte und andere Novellen. Ins Deutsche übertr. von Karl Nötzel. München 1927.
- Die Sanfte. Eine Erzählung. Mit 5 Illustrationen von M. Pino. Übers. von Ilse Krämer. Zürich 1946. (Vom Dauernden in der Zeit. 21.)
- Die Sanfte. Eine phantastische Erzählung. Übertr. von E. K. Rahsin. Piper, München 1948. (Piper-Bücherei. 26.)
- Die Sanfte. Eine phantastische Erzählung. Aus dem Russ. übertr. von Waldemar Jollos. Bern 1955. (Parnass-Bücherei. 102.)
- Die Sanfte. Ins Deutsche übertr. von Karl Nötzel. Krefeld 1965.
- Die Sanfte. Mit 8 Original-Radierungen von Boris Saborow. Übers. aus dem Russ. von Werner Creutziger. Dresden 1978. (Druck der Leipziger Presse. 7.)
- Die Sanfte. Eine phantastische Erzählung. Aus dem Russ. übers. von Wolfgang Kasack, Insel-Verl., Frankfurt am Main 1988. (Insel-Taschenbuch. 1138.)
- Die Sanfte. Phantastische Erzählung. Mit 15 Federzeichnungen von Marta Worringer. Aus dem Russ. von Werner Creutziger. Berlin 1990.

## Verfilmungen
- Die Sanfte, Verfilmung von Robert Bresson aus dem Jahr 1969.

Der Film Die Sanfte von Sergei Loznitsa aus dem Jahr 2017, bezieht sich nicht auf das hier behandelte Werk.